# 北马哈马德普尔
北马哈马德普尔（Uttar Mahammadpur），是印度西孟加拉邦Murshidabad县的一个城镇。总人口6192（2001年）。

## 人口
该地2001年总人口6192人，其中男性3130人，女性3062人；0—6岁人口1478人，其中男767人，女711人；识字率32.98%，其中男性为42.04%，女性为23.71%。